# Jozef Rondou
Jozef Rondou is een Belgisch voormalig bestuurder.

## Levensloop
Rondou werd in 1941 algemeen secretaris van de Boerenbond. Deze functie oefende hij uit tot 1960. Hij werd in deze hoedanigheid opgevolgd door Jan Hinnekens.